# Antoine Winfield Jr.
Antoine Winfield Jr. (The Woodlands, 16 agosto 1998) è un giocatore di football americano statunitense che milita nel ruolo di safety per i Tampa Bay Buccaneers della National Football League (NFL).

## Carriera universitaria
Winfield giocò a football con i Minnesota Golden Gophers dal 2016 al 2019. Nella sua prima stagione disputò 12 partite con 52 tackle, un intercetto e un fumble recuperato ritornato in touchdown. L'anno seguente disputò le prime 4 partite prima che un infortunio lo costringesse a perdere il resto della stagione. Chiuse con 20 tackle e un sack. Nel 2018 giocò ancora solo 4 partite, con 17 tackle e un intercetto. Fece ritorno dagli infortuni nel 2019, diventando finalista per il Bronko Nagurski Trophy. Fu premiato unanimemente come All-American e come defensive back dell'anno della Big Ten Conference. A fine stagione annunciò la sua intenzione di passare tra i professionisti.

## Carriera professionistica
Winfield fu scelto dai Tampa Bay Buccaneers nel corso del secondo giro (45º assoluto) del Draft NFL 2020. Debuttò come professionista nella gara del primo turno contro i New Orleans Saints mettendo a segno 6 tackle e un passaggio deviato. Alla fine di settembre fu premiato come miglior rookie difensivo del mese dopo avere totalizzato 23 tackle e 2 sack. A fine stagione fu inserito nella formazione ideale dei rookie dalla Pro Football Writers Association dopo avere concluso con 94 tackle, 3 sack, un intercetto e 2 fumble forzati. Il 7 febbraio 2021, nel Super Bowl LV contro i Kansas City Chiefs campioni in carica, partì come titolare nella vittoria per 31-9, conquistando il suo primo titolo. Nella finalissima fece registrare 6 placcaggi e un intercetto su Patrick Mahomes.
Nel 2021 Winfield fu convocato per il suo primo Pro Bowl al posto dell'infortunato Quandre Diggs.
Nel 2022 Winfield aprì la stagione con un intercetto su Dak Prescott nella vittoria sui Dallas Cowboys.
Nel quarto turno della stagione 2023, Winfield guidò la difesa con 9 placcaggi, un sack, 2 tackle con perdita di yard, un fumble forzato, uno recuperato e un passaggio deviato chiave nella vittoria sui New Orleans Saints. Nella settimana 7, con il quarterback degli Atlanta Falcons Desmond Ridder che stava per entrare nella end zone segnando un touchdown, Winfield gli strappó il pallone dando luogo a un fumble e a un touchback. Nel tredicesimo turno fu premiato come miglior difensore della NFC della settimana dopo avere messo a referto 8 tackle (di cui 2 con perdita di yard), 3 passaggi deviati, un sack e un intercetto nella vittoria sui Carolina Panthers. Nell'ultimo turno compì una giocata chiave forzando un fumble su D.J. Chark dei Carolina Panthers mentre si avviava a segnare un touchdown, venendo premiato come difensore della NFC della settimana . I Bucs vinsero la partita per 9-0 e si assicurono il titolo di division. Per Winfield si trattò del sesto fumble forzato in stagione, leader della NFL assieme a Bradley Chubb dei Miami Dolphins. A fine stagione fu inserito nel First-team All-Pro.
Con il contratto in scadenza, il 5 marzo 2024 i Buccaneers annunciarono che avrebbero applicato la franchise tag su Winfield. Il 13 maggio firmò un nuovo contratto quadriennale del valore di 84,1 milioni di dollari che lo rese il defensive back più pagato della lega. Nel sesto turno recuperò un fumble forzato dal compagno Tykee Smith ritornando il pallone in touchdown nella vittoria sui Saints.

## Palmarès

### Franchigia
- Super Bowl : 1

Tampa Bay Buccaneers: LV
- National Football Conference Championship: 1

Tampa Bay Buccaneers: 2020

### Individuale
- Convocazioni al Pro Bowl: 1

2021
- First-team All-Pro: 1

2023
- Rookie difensivo del mese: 1

settembre 2020
- Difensore della NFC del mese: 1

dicembre/gennaio 2023
- Difensore della NFC della settimana: 2

13ª e 18 del 2023
- Leader della NFL in fumble forzati: 1

2023
- PFWA All-Rookie Team - 2020

## Famiglia
Il padre, Antoine Winfield, giocò nella NFL dal 1999 al 2013 venendo convocato per tre Pro Bowl.